# Damokles

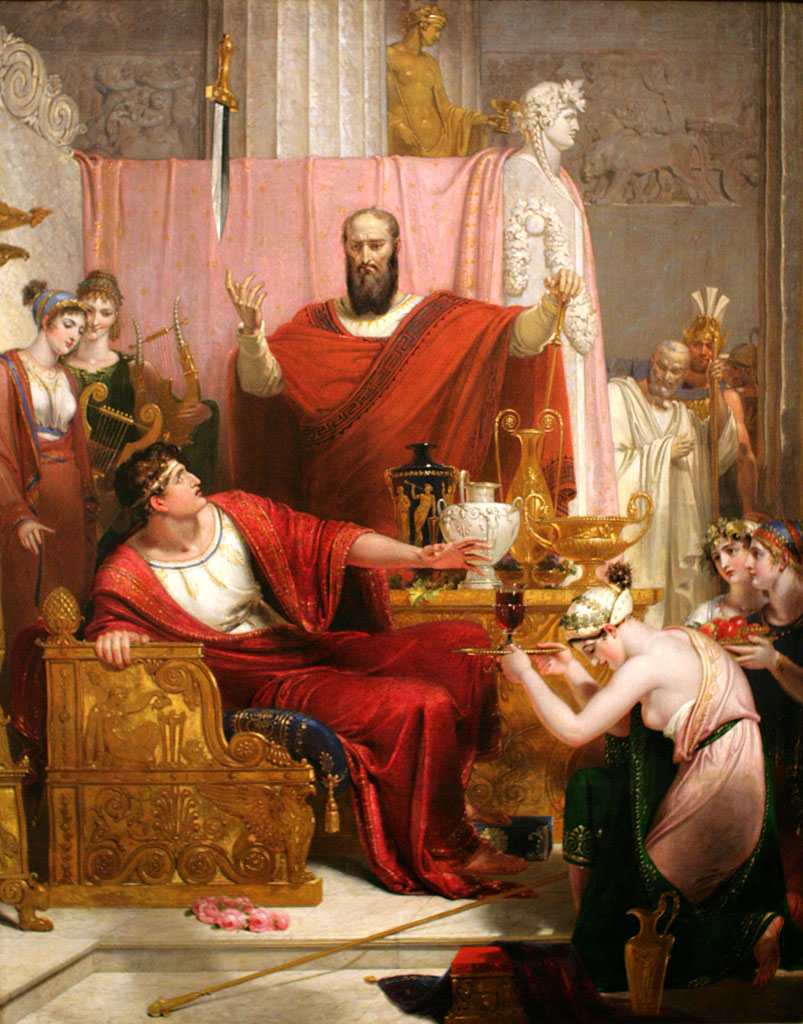
Richard Westalls Das Schwert des Damokles

Damokles war der Legende nach ein Günstling des Tyrannen Dionysios I. oder Dionysios II. von Syrakus in der ersten Hälfte des 4. Jahrhunderts v. Chr. Die Anekdote vom Damoklesschwert ist aus Ciceros tusculanae disputationes 5,61–62 überliefert.

## Leben
Ob Damokles tatsächlich gelebt hat, ist nicht gesichert. Er wird als ein Höfling beschrieben, der mit seinem Leben unzufrieden war. Er beneidete den Tyrannen um dessen Macht und Reichtum und hob in seinen Schmeicheleien stets dessen Vorzüge hervor. Dionysios beschloss daher, Damokles anhand eines Schwertes, des dann sogenannten Damoklesschwertes, die Vergänglichkeit, vor allem die seiner Position, zu verdeutlichen. Der Herrscher lud Damokles zu einem Festmahl ein und bot ihm an, an der königlichen Tafel zu sitzen. Zuvor ließ er jedoch über Damokles’ Platz ein großes Schwert aufhängen, das lediglich von einem Rosshaar gehalten wurde.
Als Damokles das Schwert über seinem Kopf bemerkte, war es ihm unmöglich, den dargebotenen Luxus zu genießen, und schließlich bat er darum, auf die Annehmlichkeiten (und die damit verbundene Bedrohung) verzichten zu dürfen. Damokles hatte seine Lektion erhalten, dass Reichtum und Macht keinen Schutz vor Gefahren bieten, sondern diese verursachen.
Diese Lehre wurde in zahlreichen Bildern und lyrischen Werken festgehalten, beispielsweise von Horaz als Andeutung in den carmina 3,1. Das Damoklesschwert wird auch heute noch als Metapher der bestehenden Gefahr in einer scheinbar komfortablen Situation gebraucht. Cicero weist in seinem Damokles-Gleichnis jedoch auch darauf hin, dass Dionysios wegen dieser allgegenwärtigen Bedrohung gezwungen gewesen sei, seine Macht durch Unterdrückung zu sichern.

## Namensgeber
Damokles ist Namensgeber des Asteroiden (5335) Damocles und der antarktischen Landspitze Damocles Point.

## Rezeption
Der Schriftsteller Friedrich Maximilian Klinger schrieb Ende des 18. Jahrhunderts das Trauerspiel Damokles. Das Comicduo Rattelschneck veröffentlichte in der Juniausgabe 1999 des Satiremagazins Titanic eine Karikatur mit der Unterschrift „Über mir schwebte das Damenkloschwert. Ich hatte mich in der Tür geirrt“. Darauf ist ein Mann zu sehen, der irrtümlich die Damentoilette betreten hat und über dem ein Schwert hängt. Der Schriftsteller Max Goldt zitiert das Wort in seinem Tagebuch-Buch Wenn man einen weißen Anzug anhat. Der Übersetzer Ulrich Blumenbach verwendet das Wort in einer Übersetzung von David Foster Wallace.